# Torneio Rio-São Paulo de Futebol de Areia
O Torneio Rio-São Paulo de Futebol de Areia teve sua primeira edição em 2010, com a participação de apenas quatro clubes: Vasco da Gama, Corinthians, Palmeiras e Botafogo. O seu primeiro vencedor, foi o Vasco da Gama derrotando o Corinthians na edição de 2010.

## Resultados
| Ano           |               | Final  | Final        | Final     |        | Disputa 3º lugar | Disputa 3º lugar | Disputa 3º lugar |
| Ano           | Campeão       | Placar | Vice-campeão | 3º lugar  | Placar | 4º lugar         |                  |                  |
| 2010 Detalhes | Vasco da Gama | 4 – 2  | Corinthians  | Palmeiras | 6 – 4  | Botafogo         |                  |                  |